# Cerodontha venturi
Cerodontha venturi är en tvåvingeart som beskrevs av Nowakowski 1967. Cerodontha venturi ingår i släktet Cerodontha, och familjen minerarflugor. Arten har ej påträffats i Sverige.